# Tipula lyriformis
Tipula lyriformis är en tvåvingeart som beskrevs av Alexander 1942. Tipula lyriformis ingår i släktet Tipula och familjen storharkrankar.
Artens utbredningsområde är Peru. Inga underarter finns listade i Catalogue of Life.